# Sebastien Sagne
Sebastien Sagne (Helsinki, 1993) è un giocatore di football americano finlandese, che gioca come wide receiver, attualmente free agent..
Inizia la carriera ai finlandesi Helsinki 69ers e poi agli Helsinki Wolverines; si trasferisce poi in Germania ai Dresden Monarchs e successivamente ai Frankfurt Universe, per poi tornare in Finlandia nuovamente agli Wolverines. Nel 2021 è selezionato nel CFL International Draft dai Saskatchewan Roughriders.